# Landhuis Mariasteen

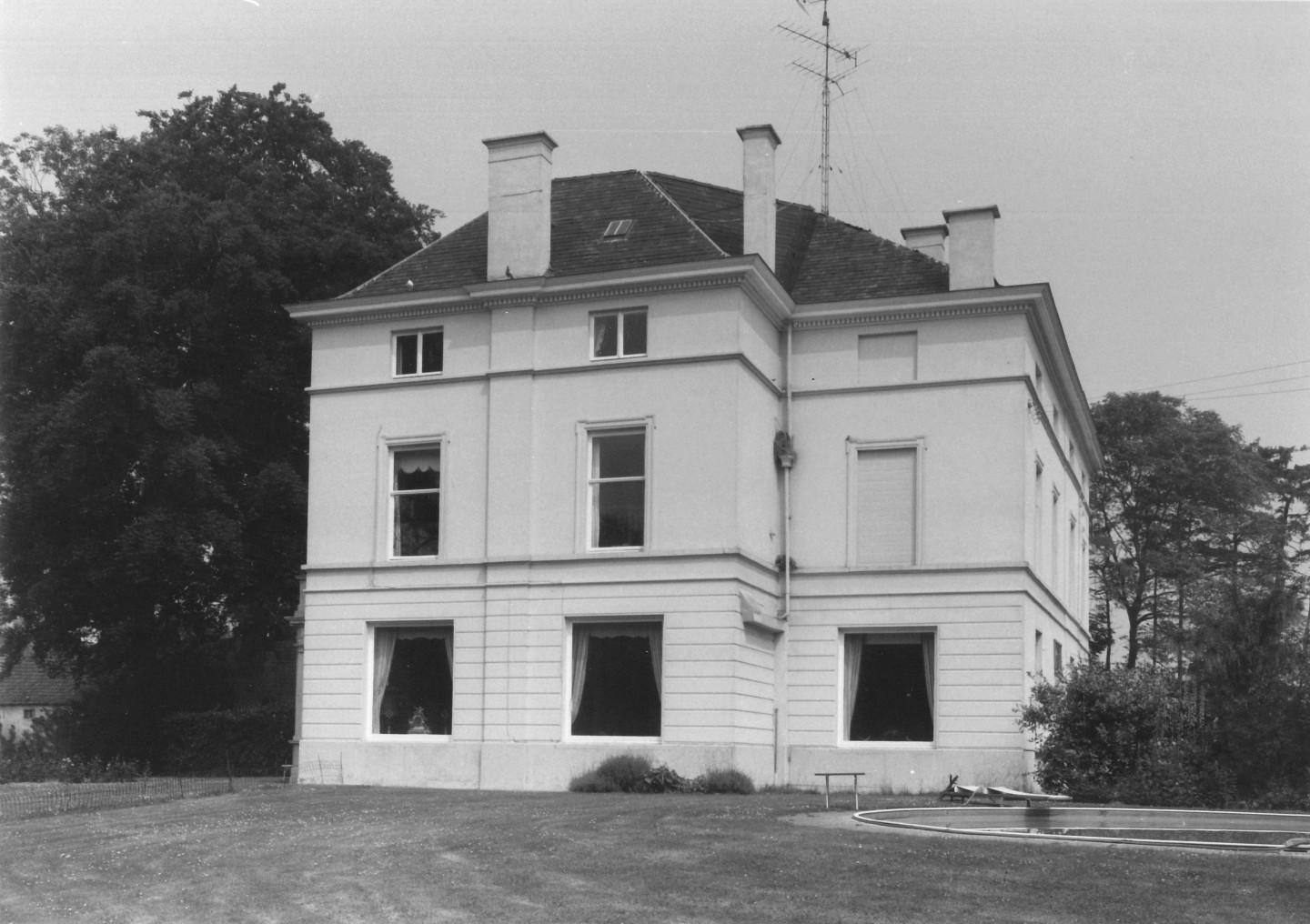
Landhuis Mariasteen in 1979

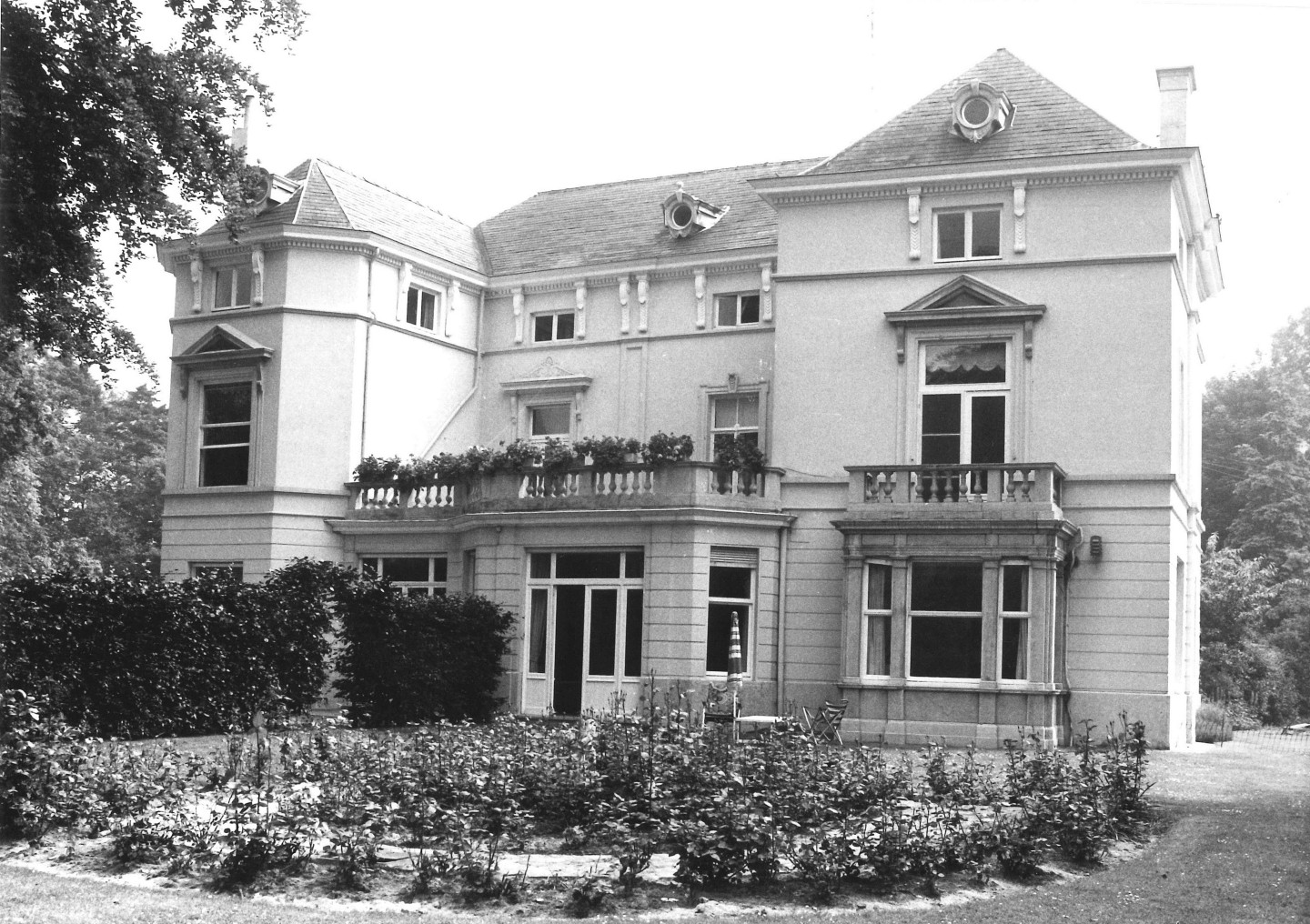
Achterzijde

Het Landhuis Mariasteen is een landhuis in de tot de gemeente Gent behorende plaats Afsnee, gelegen aan de Duddegemstraat 34.

## Geschiedenis
De oudste vermeldingen van het goed Meeremsteenkin dateren van de 14e en 15e eeuw. Het werd ook genoemd als huis van plaisance (buitenhuis) en pachthoeve.
De oude kern werd omstreeks 1870 verbouwd tot een gebouw op rechthoekige plattegrond. In 1910-1911 werden twee vooruitspringende zijtraveeën bijgebouwd en deze werden door een veranda met elkaar verbonden. Ook werd toen het park met de toegangsdreef aangelegd. Tijdens de aanleg werden bij de vijver resten van bewoning gevonden uit de jonge steentijd, de bronstijd en de ijzertijd.